# Ilanski
Ilanski (del ruso: Иланский) es una ciudad del krai de Krasnoyarsk, en Rusia, centro administrativo del raión homónimo. Está situada a orillas del río Ilanka, a 195 km (246 km por carretera) de Krasnoyarsk, la capital del krai. Contaba con 16 182 habitantes en 2009.

## Historia
El lugar es conocido desde 1645 bajo el nombre de Ilánskaya (Иланская). En la década de 1730 se construyó un camino que conectaba a Ilanskaya con localidades cercanas que incrementó su población. Muchos de ellos eran exiliados de la Rusia europea, siendo una gran parte de la población a finales de ese siglo.
En 1894 la localidad fue conectada al ferrocarril Transiberiano y se construyó una estación y un depósito ferroviario. En 1939, Ilánskaya, en ese momento un importante asentamiento de empleados del ferrocarril, recibió su nombre actual y el estatus de ciudad.

## Evolución demográfica
| 1959   | 1970   | 1979   | 1989   | 2002   | 2008   |
| ------ | ------ | ------ | ------ | ------ | ------ |
| 29 700 | 22 900 | 20 000 | 18 400 | 17 073 | 16 265 |

## Economía y transporte

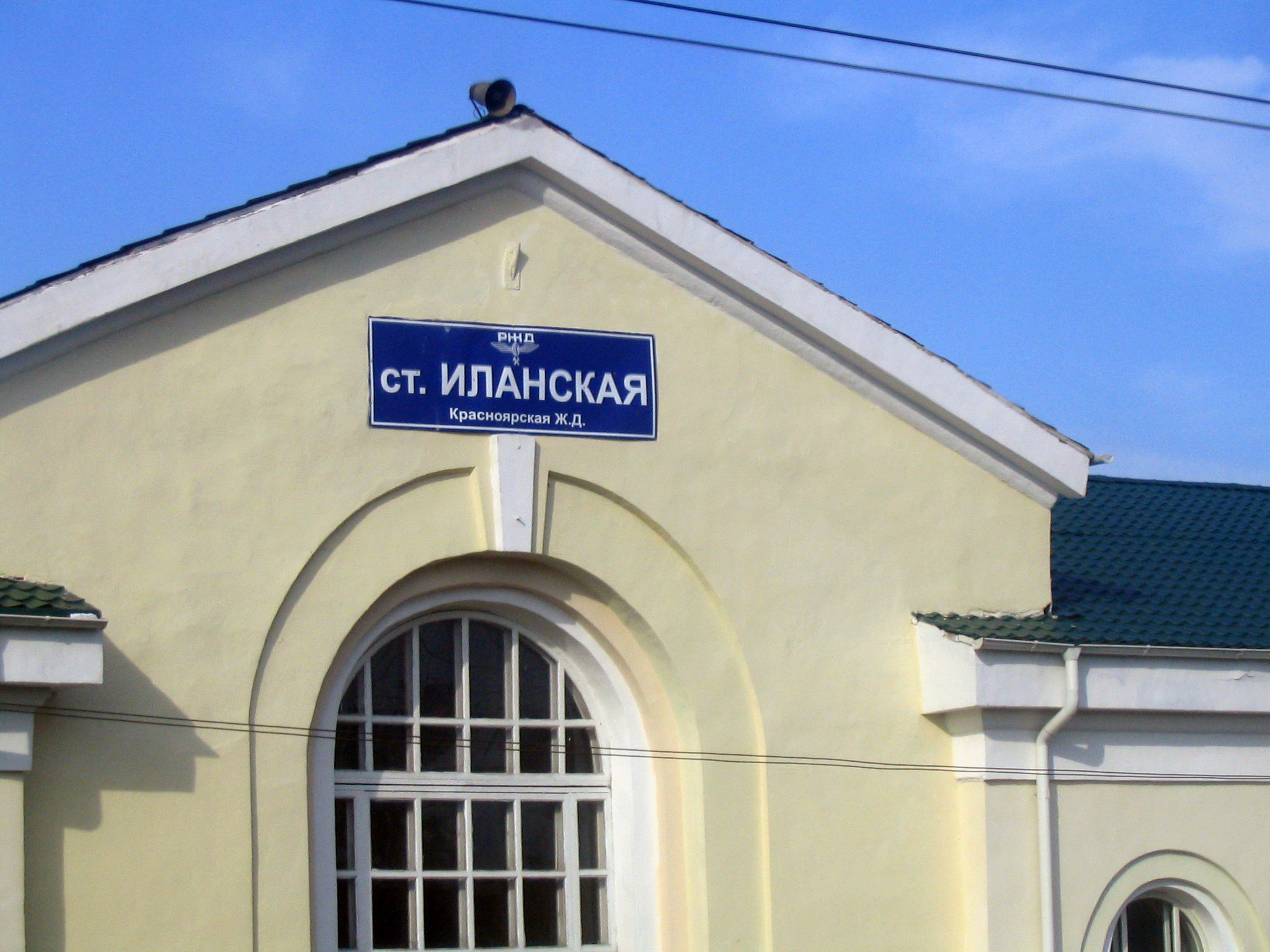
Estación de ferrocarril.

Las principales actividades económicas de la localidad son los talleres del ferrocarril, la industria maderera y la textil.
Ilanski está en el ferrocarril Transiberiano y en la carretera principal M53.